# Giải cầu lông vô địch thế giới 2015
Giải cầu lông vô địch thế giới 2015 diễn ra từ 10 đến 16 tháng 8 năm 2015 tại Jakarta, Indonesia.

## Bốc thăm
Lễ bốc thăm được tổ chức vào ngày 28 tháng 7 năm 2015 lúc 11:00 giờ địa phương tại Bảo tàng Ngân hàng Indonesia tại Jakarta, Indonesia.

## Lịch thi đấu
Tất cả năm sự kiện bắt đầu vào ngày đầu tiên và kết thúc với trận chung kết vào ngày cuối cùng.
Tất cả thời gian được tính địa phương (UTC+7).
| Ngày                | Thời gian | Vòng      |
| ------------------- | --------- | --------- |
| 10 tháng 8 năm 2015 | 09:00     | Vòng 1/64 |
| 10 tháng 8 năm 2015 | 09:00     | Vòng 1/48 |
| 11 tháng 8 năm 2015 | 09:00     | Vòng 1/64 |
| 11 tháng 8 năm 2015 | 09:00     | Vòng 1/32 |
| 11 tháng 8 năm 2015 | 09:00     | Vòng 1/48 |
| 12 tháng 8 năm 2015 | 09:00     | Vòng 1/32 |
| 13 tháng 8 năm 2015 | 11:00     | Vòng 1/16 |
| 14 tháng 8 năm 2015 | 11:00     | Tứ kết    |
| 15 tháng 8 năm 2015 | 11:00     | Bán kết   |
| 16 tháng 8 năm 2015 | 13:00     | Chung kết |

## Huy chương
| Nội dung   | Vàng                                                  | Bạc                                                           | Đồng                                                           |
| ---------- | ----------------------------------------------------- | ------------------------------------------------------------- | -------------------------------------------------------------- |
| Đơn nam    | Thầm Long · Trung Quốc (CHN)                          | Lee Chong Wei · Malaysia (MAS)                                | Momota Kento · Nhật Bản (JPN)                                  |
| Đơn nam    | Thầm Long · Trung Quốc (CHN)                          | Lee Chong Wei · Malaysia (MAS)                                | Jan Ø. Jørgensen · Đan Mạch (DEN)                              |
| Đơn nữ     | Carolina Marín · Tây Ban Nha (ESP)                    | Saina Nehwal · Ấn Độ (IND)                                    | Sung Ji-hyun · Hàn Quốc (KOR)                                  |
| Đơn nữ     | Carolina Marín · Tây Ban Nha (ESP)                    | Saina Nehwal · Ấn Độ (IND)                                    | Lindaweni Fanetri · Indonesia (INA)                            |
| Đôi nam    | Mohammad Ahsan · và Hendra Setiawan · Indonesia (INA) | Lưu Tiểu Long · và Khâu Tử Hãn · Trung Quốc (CHN)             | Lee Yong-dae · và Yoo Yeon-seong · Hàn Quốc (KOR)              |
| Đôi nam    | Mohammad Ahsan · và Hendra Setiawan · Indonesia (INA) | Lưu Tiểu Long · và Khâu Tử Hãn · Trung Quốc (CHN)             | Endo Hiroyuki · và Hayakawa Kenichi · Nhật Bản (JPN)           |
| Đôi nữ     | Điền Khanh · và Triệu Vân Lôi · Trung Quốc (CHN)      | Christinna Pedersen · và Kamilla Rytter Juhl · Đan Mạch (DEN) | Nitya Krishinda Maheswari · và Greysia Polii · Indonesia (INA) |
| Đôi nữ     | Điền Khanh · và Triệu Vân Lôi · Trung Quốc (CHN)      | Christinna Pedersen · và Kamilla Rytter Juhl · Đan Mạch (DEN) | Fukuman Naoko · và Yonao Kurumi · Nhật Bản (JPN)               |
| Đôi nam nữ | Trương Nam · và Triệu Vân Lôi · Trung Quốc (CHN)      | Lưu Thành · và Bao Nghi Hâm · Trung Quốc (CHN)                | Tontowi Ahmad · và Liliyana Natsir · Indonesia (INA)           |
| Đôi nam nữ | Trương Nam · và Triệu Vân Lôi · Trung Quốc (CHN)      | Lưu Thành · và Bao Nghi Hâm · Trung Quốc (CHN)                | Từ Thần · và Mã Tấn · Trung Quốc (CHN)                         |